# 四百論
《四百論》（梵語：Catuḥśataka），又名《廣百論》、《四百觀論》、《中觀四百論》、《菩薩瑜伽行四百論》，提婆（又譯聖天）造，計有十六品四百頌，為中觀學派的根本教典。本論有藏譯本，以及梵文斷片。

## 譯本
- 廣百論，玄奘於永徽元年（650）在大慈恩寺譯出（非全譯，是後八品）
- 四百論頌，法尊於1960年在北京據藏語本譯出[4]

## 內容
前八品，稱為「說法百義」（法百論），是從修行之立場敘述教理，教示斷除常、樂、淨、我之方便，修菩薩行和斷煩惱、離貪欲的方法，最後是陶煉法器的「淨治弟子」品。後八品，稱為「議論百義」（辯百論），闡述空無自性之要義，依勝義諦抉擇諸法空理，論破常、我、時、見、根與境、邊執、有為相，最後的「教誡弟子」第十六品，為空義的總結。
鳩摩羅什所譯出的《百論》可視為《四百論》之精要概說。